# Jatiluhurdammen

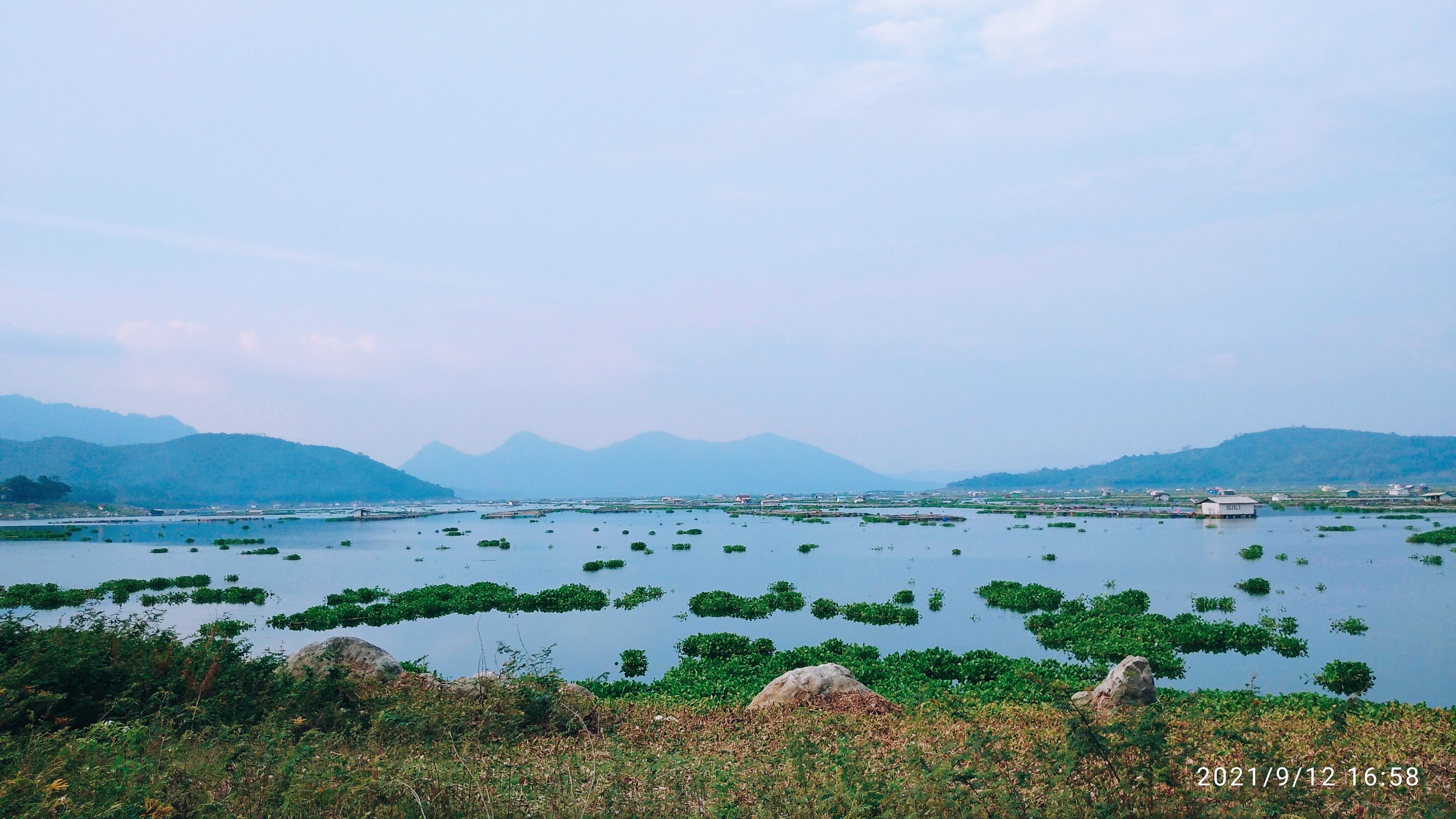
Jatiluhurdammen

Jatiluhurdammen är en dammbyggnad i Indonesien.   Den ligger i provinsen Jawa Barat, i den västra delen av landet, 70 km sydost om huvudstaden Jakarta. Dammen ligger 91 meter över havet. Den ligger vid sjön Waduk Jatiluhur.
Terrängen runt dammen är platt åt nordost, men åt sydväst är den kuperad. Runt dammen är det mycket tätbefolkat, med 6 019 invånare per kvadratkilometer. Närmaste större samhälle är Purwakarta, 7,0 km sydost om dammmen. Omgivningarna runt dammen är en mosaik av jordbruksmark och naturlig växtlighet.